# Paracephaelis
Paracephaelis là một chi thực vật có hoa trong họ Thiến thảo (Rubiaceae).

## Loài
Chi Paracephaelis gồm các loài: